# Wilhelm I. (Braunschweig-Grubenhagen)
Wilhelm I. von Braunschweig-Grubenhagen (* um 1298; † 1360) war Fürst von Braunschweig-Grubenhagen.

## Leben
Er war der dritte Sohn Heinrichs I., des Wunderlichen und seiner Frau Agnes, geb. Markgräfin von Meißen. Er trat mit seinen Brüdern Heinrich II. und Ernst I. nach dem Tode seines Vaters, 1322, die Herrschaft im Fürstentum Grubenhagen an.
Da Wilhelm kinderlos blieb, wurde nach seinem Tode, 1360, das gesamte Fürstentum Grubenhagen vom älteren Bruder Ernst regiert.
| Vorgänger                              | Amt                                            | Nachfolger |
| -------------------------------------- | ---------------------------------------------- | ---------- |
| Heinrich I. (Braunschweig-Grubenhagen) | Kofürst von Braunschweig-Grubenhagen 1322–1360 | Ernst I.   |